# Nicole Uphoff
Nicole Uphoff –también conocida bajo sus nombres de casada Nicole Uphoff-Becker y Nicole Uphoff-Selke– (Duisburgo, 25 de enero de 1967) es una jinete alemana que compitió en la modalidad de doma. Ha sido cuatro veces campeona olímpica y tres veces campeona mundial. Estuvo casada con el jinete alemán Otto Becker.
Participó en tres Juegos Olímpicos de Verano, entre los años 1988 y 1996, obteniendo en total cuatro medallas de oro: en Seúl 1988, en las prueba individual y por equipos (junto con Reiner Klimke, Ann-Kathrin Linsenhoff y Monica Theodorescu), y en Barcelona 1992, individual y por equipos (con Klaus Balkenhol, Monica Theodorescu e Isabell Werth).
Ganó cuatro medallas en el Campeonato Mundial de Doma, en los años 1990 y 1994, y siete medallas en el Campeonato Europeo de Doma entre los años 1989 y 1995.

## Biografía
Empezó a competir en 1987, entrenando con Uwe Schulten-Baumer, campeón mundial en doma. Desde sus inicios cabalgó a Rembrandt, un caballo de raza Westfaliana, y con él obtuvo sus mayores éxitos.
En los Juegos Olímpicos de Seúl 1988 se coronó doble campeona olímpica, inidividualmente y por equipos. Doblete que volvió a conseguir cuatro años después, en Barcelona 1992. En su tercera y última participación olímpica, Atlanta 1996, se tuvo que conformar con en el puesto 14 en la prueba individual.
En los Juegos Ecuestres Mundiales obtuvo tres veces el título mundial: en 1990 individual y por equipos y en 1994 por equipos. Además, fue seis veces campeona europea.

## Palmarés internacional
| Representando a la RFA   |                           |                  |                       |
| Juegos Olímpicos         |                           |                  |                       |
| Año                      | Lugar                     | Medalla          | Categoría             |
| 1988                     | Seúl (Corea del Sur)      | Medalla de oro   | Individual            |
| 1988                     | Seúl (Corea del Sur)      | Medalla de oro   | Por equipos           |
| Campeonato Mundial       |                           |                  |                       |
| Año                      | Lugar                     | Medalla          | Categoría             |
| 1990                     | Estocolmo (Suecia)        | Medalla de oro   | Individual            |
| 1990                     | Estocolmo (Suecia)        | Medalla de oro   | Por equipos           |
| Campeonato Europeo       |                           |                  |                       |
| Año                      | Lugar                     | Medalla          | Categoría             |
| 1989                     | Mondorf (Luxemburgo)      | Medalla de oro   | Individual            |
| 1989                     | Mondorf (Luxemburgo)      | Medalla de oro   | Por equipos           |
| Representando a Alemania |                           |                  |                       |
| Juegos Olímpicos         |                           |                  |                       |
| Año                      | Lugar                     | Medalla          | Categoría             |
| 1992                     | Barcelona (España)        | Medalla de oro   | Individual            |
| 1992                     | Barcelona (España)        | Medalla de oro   | Por equipos           |
| Campeonato Mundial       |                           |                  |                       |
| Año                      | Lugar                     | Medalla          | Categoría             |
| 1994                     | La Haya (Países Bajos)    | Medalla de oro   | Por equipos           |
| 1994                     | La Haya (Países Bajos)    | Medalla de plata | Individual (especial) |
| Campeonato Europeo       |                           |                  |                       |
| Año                      | Lugar                     | Medalla          | Categoría             |
| 1991                     | Donaueschingen (Alemania) | Medalla de oro   | Por equipos           |
| 1991                     | Donaueschingen (Alemania) | Medalla de plata | Individual (especial) |
| 1993                     | Lipica (Eslovenia)        | Medalla de oro   | Individual (libre)    |
| 1993                     | Lipica (Eslovenia)        | Medalla de oro   | Por equipos           |
| 1995                     | Mondorf (Luxemburgo)      | Medalla de oro   | Por equipos           |